# Levente Lévai
Levente Lévai es un deportista húngaro que compite en lucha grecorromana. Ganó una medalla de oro en el Campeonato Europeo de Lucha de 2025, en la categoría de 72 kg.

## Palmarés internacional
| Campeonato Europeo | Campeonato Europeo      | Campeonato Europeo | Campeonato Europeo |
| Año                | Lugar                   | Medalla            | Categoría          |
| ------------------ | ----------------------- | ------------------ | ------------------ |
| 2025               | Bratislava (Eslovaquia) | Medalla de oro     | 72 kg              |